# Der englische Patient (Film)
Der englische Patient ist ein Spielfilm des britischen Regisseurs Anthony Minghella aus dem Jahr 1996. Das Liebesdrama basiert auf dem gleichnamigen Roman des kanadischen Autors Michael Ondaatje. Der Film gewann bei der Oscarverleihung 1997 neun Academy Awards, unter anderem für den Besten Film und die Beste Regie.

## Handlung
Italien in den letzten Tagen des Zweiten Weltkrieges: Die kanadische Lazarettschwester Hana glaubt, auf ihr laste ein Fluch, da jeder, der ihr nahesteht, binnen kürzester Zeit stirbt. So wird ihr Verlobter, Hauptmann des 3. kanadischen Füsilierekorps, auf dem Schlachtfeld tödlich verwundet. Als ihre Kameradin und Freundin Jan kurze Zeit später durch eine Mine umkommt, verlässt sie den Konvoi unter dem Vorwand, sich um einen nicht transportfähigen Patienten zu kümmern. Der englische Patient, wie er genannt wird, ist durch schwere Brandwunden entstellt und hat sein Gedächtnis verloren. Hana richtet sich mit ihm in einem verlassenen Bergkloster ein. Dorthin kommen bald auch Caravaggio, ein Spion, der zufällig von Hana und ihrem Patienten erfahren hat, und der indische Leutnant Kip Singh, der in Diensten der britischen Armee Bomben und Minen in der Umgebung entschärft. Durch Morphinspritzen von seinen Schmerzen befreit, gewinnt der Patient anhand eines von ihm mit persönlichen Anmerkungen, Fotos und Zeichnungen versehenen Herodot-Buchs allmählich seine Erinnerung zurück.
Der Unbekannte ist nicht Engländer, sondern der ungarische Graf László Almásy. Vor dem Zweiten Weltkrieg war er für die Royal Geographical Society in Ägypten tätig. Zusammen mit seinem Freund Madox leitete er eine Expedition und entdeckte in der Nähe von Gilf el-Kebir die Höhle der Schwimmer, eine inmitten der Wüste gelegene Felsbildhöhle, die Zeichnungen von Menschen zeigt, die zu schwimmen scheinen. Die Freude über den sensationellen Fund wird durch das Eintreffen von zwei neuen Expeditionsteilnehmern getrübt. Das englische Ehepaar Katharine und Geoffrey Clifton ist von der Royal Geographical Society nach Ägypten beordert worden, um die Expedition zu unterstützen. Später stellt sich jedoch heraus, dass Geoffrey Clifton den geheimen Auftrag erhalten hat, als ausgebildeter Pilot und Fotograf das Territorium Westägyptens für das britische Militär zu erkunden. Der Einzelgänger Almásy ist von der schönen Katharine sofort fasziniert, begegnet ihr zunächst jedoch betont distanziert und versucht zu verhindern, dass sie als einzige Frau im Expeditionslager verweilt, während ihr Ehemann Geoffrey nach Kairo aufbricht, um angeblich Porträtfotos eines britischen Diplomaten und seiner Familie anzufertigen. Während die Expedition von einem Sandsturm überrascht wird, kommen sich Katharine und Almásy langsam näher. Als die Expedition nach Kairo zurückkehrt, beginnen beide eine leidenschaftliche Liebesaffäre. Geoffrey erfährt jedoch von dem Seitensprung seiner Ehefrau, als er sie am ersten Hochzeitstag überraschen möchte. Vor dem Hotel wird er Zeuge, wie Katharine in ein Taxi steigt und erst am nächsten Morgen zurückkehrt.
Katharine vermutet, dass ihr Ehemann von ihren Seitensprüngen ahnt, und beschließt daher, die Affäre mit Almásy zu beenden. Der jedoch kommt über ihren Entschluss nicht hinweg und betrinkt sich beim Bankett zur Feier des erfolgreichen Ausgangs der Expedition. Bei Beginn des Krieges brechen die Kartografen das Lager in der Wüste ab und Almásy soll anschließend von Geoffrey nach Kairo zurückgeflogen werden. Es kommt zur Tragödie, als Clifton mit seinem Flugzeug auf den wartenden Almásy zuhält und ihn so zu töten versucht. Diesem gelingt es jedoch, der herannahenden Maschine auszuweichen. Sie schlägt auf dem Wüstenboden auf und wird vollkommen zerstört. Als Almásy Geoffrey leblos im Cockpit auffindet, bemerkt er, dass sich auf dem vorderen Sitz des Doppeldeckers Katharine Clifton befindet. Schwer verletzt wird sie von Almásy in die Höhle der Schwimmer getragen, wo sie ausharren soll, während ihr Geliebter Hilfe zu holen versucht. Nach einem dreitägigen Fußmarsch durch die Wüste trifft er in einer Stadt auf britische Soldaten. Erschöpft bittet er sie, eine Rettungsaktion für „seine Frau“ zu organisieren. Die Briten aber vermuten in ihm einen Spion, verlangen seine Papiere und machen keinerlei Anstalten, seinen eindringlichen Bitten zur Rettung Katharines nachzukommen. Almásy verliert die Geduld und greift einen der Soldaten an, worauf er niedergeschlagen wird und bewusstlos zusammenbricht. Als er wieder zu sich kommt, befindet er sich in einem Jeep, auf dem Weg zu einem Bahnhof. Er wird für einen Deutschen gehalten und soll als Kriegsgefangener mit dem Zug in den Norden Ägyptens gebracht werden. Auf der Fahrt tötet er eine der Wachen und kann fliehen. Mit Hilfe der Deutschen kommt er, im Austausch für Kartenmaterial der Royal Geographical Society, an das ehemalige Flugzeug der Expedition. Er fliegt zur Höhle zurück, allerdings zu spät: Katharine ist bereits tot. Er setzt die Tote ins Cockpit und will mit ihr nach Kairo fliegen, wird jedoch in seinem englischen Flugzeug von deutschen Soldaten abgeschossen. Graf László Almásy überlebt den Absturz schwer verletzt und von Brandwunden völlig entstellt. Nomaden finden und pflegen ihn und übergeben ihn später dem Militärlazarett.
Während Almásy aufopferungsvoll gepflegt wird und seiner einfühlsamen Krankenschwester nach und nach alle Einzelheiten seiner Geschichte erzählt, fasst Hana neuen Lebensmut. Sie verliebt sich in den charismatischen Kip. Gleichzeitig enthüllt Caravaggio, dass er auf der Suche nach Almásy ist, da er ihn für einen Spion der Deutschen hält. Der Kanadier hatte in Ägypten für den britischen Geheimdienst gearbeitet. Als die Deutschen Tobruk durch geheimes britisches Kartenmaterial eroberten, geriet Caravaggio in Kriegsgefangenschaft. Der deutsche Major Müller befahl, ihm beide Daumen zu amputieren, nachdem der vermeintliche Spion nach wochenlanger Inhaftierung und Folter nichts von seinem Wissen preisgegeben hatte (Caravaggio rächte sich später, indem er Major Müller aufspürte und tötete). Caravaggio forscht mehrere Jahre nach dem Verräter, der den Deutschen durch Kartenmaterial den Weg nach Tobruk geebnet hatte, und glaubt, am Krankenbett Graf László Almásys endlich fündig geworden zu sein. Er konfrontiert ihn mit dem Selbstmord von Almásys Freund Madox (dieser erschoss sich, als der Verdacht aufkam, dass Almásy ein Spion der Deutschen sei) sowie mit dem Tod des Ehepaares Clifton. Almásy weiht daraufhin Caravaggio in die wahren Zusammenhänge ein. Zwar hatte Almásy den Deutschen im Tausch für das Flugzeug die Karten überlassen, war aber nie ein Spion. Durch die tragisch endende Liebesgeschichte milde gestimmt, vergibt Caravaggio dem Grafen.

Kip, der bei einer gefährlichen Bombenentschärfung beinahe umgekommen wäre, wird durch den Tod seines Untergebenen und Freundes Sergeant Hardy, der bei der örtlichen Siegesfeier auf einem Denkmal eine Flagge hissen wollte und dabei von einer versteckten Mine getötet wird, völlig aus der Bahn geworfen. Kips Einheit zieht kurze Zeit darauf weiter. Hana verabschiedet sich von ihm schweren Herzens, da sie sich der Pflege ihres Patienten verpflichtet fühlt. Am gleichen Tag gibt Almásy Hana beim üblichen Spritzen der Schmerzmittel zu verstehen, dass sie ihm Sterbehilfe leisten solle. Unter Tränen verabreicht sie ihrem liebgewonnenen Patienten eine tödliche Dosis Morphium und liest ihm wunschgemäß die letzten Zeilen seiner Geliebten, die sie kurz vor ihrem Tod geschrieben hatte, vor. Dann sieht sie, dass sein Leiden zu Ende ist. Nach Almásys Tod verlässt Hana mit Caravaggio das einsame Kloster und reist nach Florenz, um sich dort wieder ihrem Lazarettkonvoi anzuschließen.

## Entstehungsgeschichte
Der Film entstand nach dem gleichnamigen Roman des kanadischen Schriftstellers Michael Ondaatje, der sich lose an der Biografie des ungarischen Grafen Ladislaus Almásy orientierte. Der Roman wurde 1992 veröffentlicht und mit dem Booker-Preis ausgezeichnet.
Saul Zaentz sicherte sich die Filmrechte an Michael Ondaatjes Roman. Unter Finanzierung des Filmstudios 20th Century Fox begannen 1996 die Dreharbeiten. Jedoch kam es zwischen dem Filmstudio und den Produzenten zu Meinungsverschiedenheiten über die Besetzung. Vor allem beharrte die Twentieth Century Fox darauf, eine bekanntere Schauspielerin für die weibliche Hauptrolle zu besetzen als die bereits verpflichtete Britin Kristin Scott Thomas. Insbesondere die US-amerikanische Schauspielerin Demi Moore hatte sich für den Part der Katharine Clifton interessiert. Man versuchte den Produzenten auszureden, Willem Dafoe für die Rolle des Caravaggio zu verpflichten. Das Filmstudio schlug drei andere Schauspieler für den Part vor: John Goodman, Danny DeVito und Richard Dreyfuss.
Nachdem die Produzenten auf ihren gecasteten Darstellern beharrt hatten, sprang das Filmstudio Twentieth Century Fox als Finanzier ab. Drei Wochen lang ruhte die Vorproduktion in Italien, ehe das Filmstudio Miramax mit 27,5 Mio. US-Dollar als Finanzier einsprang. Die neuen Geldgeber ließen dem Produzenten Saul Zaentz, der 6 Mio. US-Dollar zum Film beisteuerte, und Regisseur Anthony Minghella weitestgehend freie Hand bei der Verfilmung des komplexen Stoffes.
Der Film weicht in vielen Punkten erheblich vom Roman ab, z. B. werden Almásy und Katharine Clifton im Film als nahezu gleichaltrig dargestellt (Kristin Scott Thomas ist sogar 1½ Jahre älter als Ralph Fiennes), während Ondaatje Almásy als alternden Mann mit dünnem Haar und langen Augenbrauen charakterisiert hat, der bereits ein Hörgerät benötigt, und die Cliftons als junge Leute, die gerade erst von der Universität kommen. Der Altersunterschied und Almásys Bildungsüberlegenheit werden im Roman laufend thematisiert. Zudem war der echte Almásy homosexuell, die Affäre mit Clifton ist somit nicht historisch korrekt.
Die Darstellung der Kriegshandlungen in Nordafrika ist historisch ungenau. So wird die Einnahme von Tobruk durch deutsche Fallschirmjäger gezeigt, die erst Monate später in Afrika eintrafen und stets nur als Bodentruppen eingesetzt wurden. Die gezeigten Panzerjäger vom Typ Marder gab es ebenfalls noch nicht. Ferner nehmen im Film die Deutschen nach der Eroberung Razzien und Suchaktionen vor, bei denen die Einwohner wie Feinde behandelt werden. Tatsächlich lag Tobruk in der italienischen Kolonie Libyen, alle Einwohner waren Italiener oder Araber mit italienischer Staatsbürgerschaft, also Verbündete der Deutschen. Aus demselben Grund konnte es in Libyen auch keinen SD-Offizier wie den angeblichen „Major“ (gemeint ist wohl SS-Sturmbannführer) Müller geben, da deutsche Polizeikräfte nur in besetzten, nie aber in verbündeten Ländern operierten. Darüber hinaus trägt Müller die Kragenspiegel eines SS-Standartenführers, nicht eines Sturmbannführers.
Die Dreharbeiten für den Film fanden hauptsächlich in den Cinecittà-Filmstudios in Rom statt. Die Außenaufnahmen entstanden u. a. in den in der Toskana liegenden Orten Pienza, Ripafratta und in dem ehemaligen Benediktinerkloster Sant’Anna in Camprena sowie in Triest und Venedig. Die Wüstenaufnahmen wurden, entgegen dem Ort der Filmhandlung, u. a. in der Mides-Schlucht in Tunesien gedreht. Es dauerte fünf bis sechs Stunden, bis das Make-up von Ralph Fiennes für den von Brandwunden entstellten ungarischen Grafen aufgetragen war.
Die Szene, in der Hana von Lt. Kip Singh die Fresken von Piero della Francesca gezeigt werden, wurde nicht in der Kirche San Francesco in Arezzo gedreht, sondern ebenfalls in den Studios von Cinecittà. Im Roman kommt Hana in der Kirchenszene gar nicht vor; Kip besucht die Fresken dort gemeinsam mit einem alten Kunsthistoriker.
Der Titelsong, das ungarische Volkslied „Szerelem, szerelem“, wurde von Márta Sebestyén gesungen.
Kristin Scott Thomas und Colin Firth waren als Filmpaar erneut 2008 in Easy Virtue – Eine unmoralische Ehefrau zu sehen.

## Synchronisation
| - Udo Schenk: Ralph Fiennes - Carin C. Tietze: Juliette Binoche - Gudo Hoegel: Willem Dafoe - Frank Röth: Colin Firth | - Traudel Haas: Kristin Scott Thomas - Jürgen Prochnow: Jürgen Prochnow - Ulrich Frank: Julian Wadham |

## Rezeption
Anthony Minghellas Film hatte seine Premiere am 6. November 1996 in Los Angeles. Bei geschätzten 27 Mio. US-Dollar Produktionskosten spielte der Film allein in den USA über 78 Mio. US-Dollar an den Kinokassen wieder ein und galt als finanzieller Erfolg.
In seinem Buch The Conversations: Walter Murch and the Art of Editing Film, das während der Dreharbeiten entstand, beschreibt Michael Ondaatje, wie die verschiedenen Komponenten des Schöpfungsprozesses eines Films zusammenwirken. Einen speziellen Fokus legte der Autor auf die Arbeit des Filmeditors Walter Murch, der fast ein Jahr an dem Filmmaterial zu Der englische Patient arbeitete.

### Kritiken
„Regisseur und Drehbuchautor Anthony Minghella (‚Wie verrückt & aus tiefstem Herzen‘) konstruierte ein multidimensionales Mosaik, das durch eine dichte Atmosphäre voller poetischer und erotischer Suggestion besticht.“

„‚Der englische Patient‘ ist der Glücksfall einer Literaturverfilmung […] Seit ‚Casablanca‘, so glaubt man sich zu erinnern, ist ein derartig aufwühlender Liebesfilm nicht mehr zu sehen gewesen.“

„Dem Vorbild einer großartigen literarischen Vorlage folgend, verbindet der Film die Themenkomplexe Liebe, Krieg und Tod in kunstvoll poetischer Verflechtung des Gegenwärtigen und Vergangenen zu einem mehr von Gefühlen als von äußeren Aktionen bestimmten Epos, dessen Stilwille an die Filme David Leans erinnert. Trotz einiger dramaturgischer Schwächen eine im Umfeld ausschließlich kommerzorientierter Produktionen erstaunliche filmische Leistung.“

Die Deutsche Film- und Medienbewertung FBW in Wiesbaden verlieh dem Film das Prädikat „besonders wertvoll“.

### Auszeichnungen
Der englische Patient gewann zahlreiche Festival- und Kritikerpreise. 1997 wurde der Film für zwölf Oscars nominiert und konnte davon neun gewinnen, darunter die Trophäen für den besten Film des Jahres und die beste Regie. Die Französin Juliette Binoche wurde für ihre Rolle der aufopfernden Lazarettschwester Hana, als eine der wenigen ausländischen Schauspielerinnen in der Geschichte der Academy Awards, mit dem Oscar als beste Nebendarstellerin ausgezeichnet. Ebenfalls geehrt wurden für die hervorragende Fotografie des Films der australische Kameramann John Seale, sowie für die Filmmusik der libanesische Komponist Gabriel Yared, der ein Jahr später auch mit einem Grammy ausgezeichnet wurde.
Ferner wurde der Film unter anderem mit dem British Academy Film Award als bester Film des Jahres prämiert sowie mit dem Golden Globe Award für das beste Filmdrama. Nebendarstellerin Juliette Binoche wurde neben ihrem Oscar-Sieg mit dem Darstellerpreis auf der Berlinale und dem Europäischen Filmpreis ausgezeichnet. Das British Film Institute wählte Der englische Patient im Jahre 1999 auf Platz 55 der besten britischen Filme des 20. Jahrhunderts.
| Oscarverleihung 1997 - Bester Film - Beste Regie - Beste Nebendarstellerin: Juliette Binoche - Beste Ausstattung: Stuart Craig - Beste Kamera - Beste Kostüme: Ann Roth - Bester Schnitt - Beste dramatische Filmmusik - Bester Ton - nominiert: - Bester Hauptdarsteller: Ralph Fiennes - Beste Hauptdarstellerin: Kristin Scott Thomas - Bestes adaptiertes Drehbuch British Academy Film Awards 1997 - Bester Film - Beste Nebendarstellerin - Bestes adaptiertes Drehbuch - Beste Filmmusik - Beste Kamera - Bester Schnitt - nominiert: - Beste Regie - Bester Hauptdarsteller: Ralph Fiennes - Beste Hauptdarstellerin: Kristin Scott Thomas - Beste Kostüme - Beste Ausstattung - Bestes Make-up/Haarstyling - Bester Ton Golden Globe Awards 1997 - Bester Film – Drama - Beste Filmmusik - nominiert: - Beste Regie - Bester Hauptdarsteller – Drama: Ralph Fiennes - Beste Hauptdarstellerin – Drama: Kristin Scott Thomas - Beste Nebendarstellerin: Juliette Binoche - Bestes Drehbuch American Cinema Editors 1997 - Bester Filmschnitt American Society of Cinematographers 1997 - Beste Kamera Art Directors Guild 1997 - Beste Ausstattung Australian Film Institute Awards 1997 - nominiert: - Bester ausländischer Film Japanese Academy Awards 1998 - nominiert: - Bester ausländischer Film Berlinale 1997 - Silberner Bär für die Beste Schauspielerin: Juliette Binoche - nominiert: - Goldener Bär als Bester Film Boston Society of Film Critics Awards 1996 - Beste Kamera British Society of Cinematographers 1997 - nominiert: - Beste Kamera Broadcast Film Critics Association Awards 1997 - Beste Regie - Bestes Drehbuch - nominiert: - Bester Film Cabourg Romantic Film Festival 1997 - Beste Schauspielerin: Juliette Binoche Chicago Film Critics Association Awards 1997 - Beste Kamera Chlotrudis Awards 1997 - Beste Nebendarstellerin: Juliette Binoche - nominiert: - Bester Nebendarsteller: Naveen Andrews | Böhmischer Löwe 1998 - nominiert: - Bester ausländischer Film César 1998 - nominiert: - Bester ausländischer Film Directors Guild of America Awards 1997 - Beste Regie Empire Awards 1998 - Bester britischer Regisseur: Anthony Minghella Europäischer Filmpreis 1997 - Beste Nebendarstellerin: Juliette Binoche - Beste Kamera - nominiert: - Bester Film Florida Film Critics Circle Awards 1997 - Beste Kamera Golden Satellite Awards 1997 - Bestes adaptiertes Drehbuch - Beste Kamera - Beste Filmmusik - nominiert: - Bester Film – Drama - Beste Regie - Bester Hauptdarsteller – Drama: Ralph Fiennes - Beste Hauptdarstellerin – Drama: Kristin Scott Thomas - Beste Ausstattung - Bester Schnitt Goldene Kamera 1997 - Bester Film Goya 1998 - nominiert: - Bester ausländischer Film Grammy 1998 - Beste Filmmusik Gilde-Filmpreis 1997 - Bester ausländischer Film London Critics Circle Film Awards 1998 - Bester britischer Regisseur des Jahres: Anthony Minghella Los Angeles Film Critics Association Awards 1996 - Beste Kamera Mainichi Eiga Concours 1998 - Bester ausländischer Film Motion Picture Sound Editors 1997 - Bester Ton National Board of Review Awards 1996 - Beste Nebendarstellerin: Juliette Binoche - Beste Nebendarstellerin: Kristin Scott Thomas PGA Golden Laurel Awards 1997 - Filmproduzent des Jahres: Saul Zaentz - Vision Award Screen Actors Guild Awards 1997 - nominiert: - Bester Hauptdarsteller: Ralph Fiennes - Beste Hauptdarstellerin: Kristin Scott Thomas - Beste Nebendarstellerin: Juliette Binoche - Bestes Schauspielensemble Southeastern Film Critics Association Awards 1997 - Bestes Drehbuch USC Scripter Award 1997 - Bestes Drehbuch Writers Guild of America 1997 - nominiert: - Bestes adaptiertes Drehbuch |